# Wielki kartel
Wielki kartel (ang. The Big Combo) –  amerykański film noir z 1955 roku w reżyserii Josepha H. Lewisa.

## Opis fabuły
Porucznik policji Diamond usiłuje dopaść gangstera Browna. Diamond musi działać legalnie i zgodnie z prawem. Brown jest bezwzględny i nie waha się przed dokonaniem serii zabójstw, w tym własnych kompanów. W końcu ginie od własnej broni – zdradzony przez własnych ludzi i wydany policji, zostaje aresztowany przez Diamonda.  

## Obsada aktorska

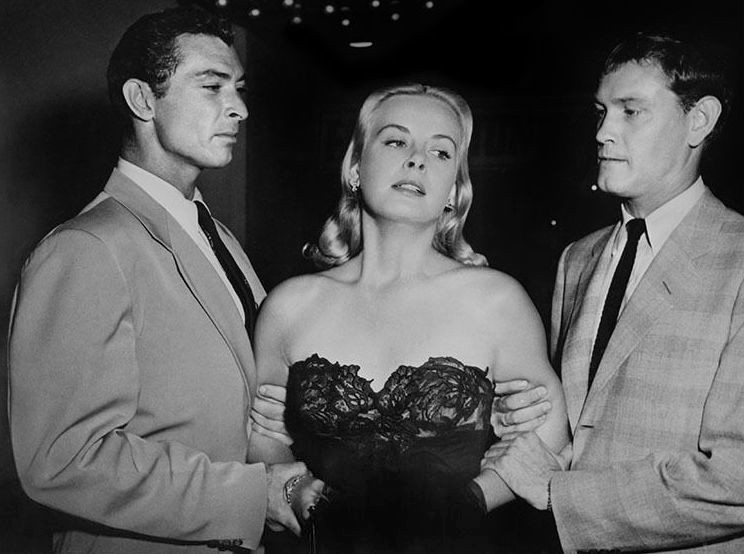
(Od lewej:) Lee Van Cleef, Jean Wallce i Earl Holliman w scenie z filmu

- Cornel Wilde – por. Leonard Diamond
- Richard Conte – Brown
- Brian Donlevy – McClure
- Jean Wallace – Susan Lowell
- Robert Middleton – kpt. Peterson
- Lee Van Cleef – Fante
- Earl Holliman – Mingo
- Helen Walker – Alicia Brown
- Jay Adler – Sam Hill
- John Hoyt – Nils Dreyer
- Ted de Corsia – Ralph Bettini
- Helene Stanton – Rita
- Roy Gordon – Audubon
- Steve Michaell – Bennie Smith (bokser)
- Baynes Barron – początkujący dedektyw
- James McCallion – technik
- Tony Michaels – technik-fotograf
- Brian O'Hara – adwokat Malloy
- Bruce Sharpe – funkcjonariusz policji
- Michael Mark – Fred
- Donna Drew – panna Hartleby

i inni. 

## O filmie

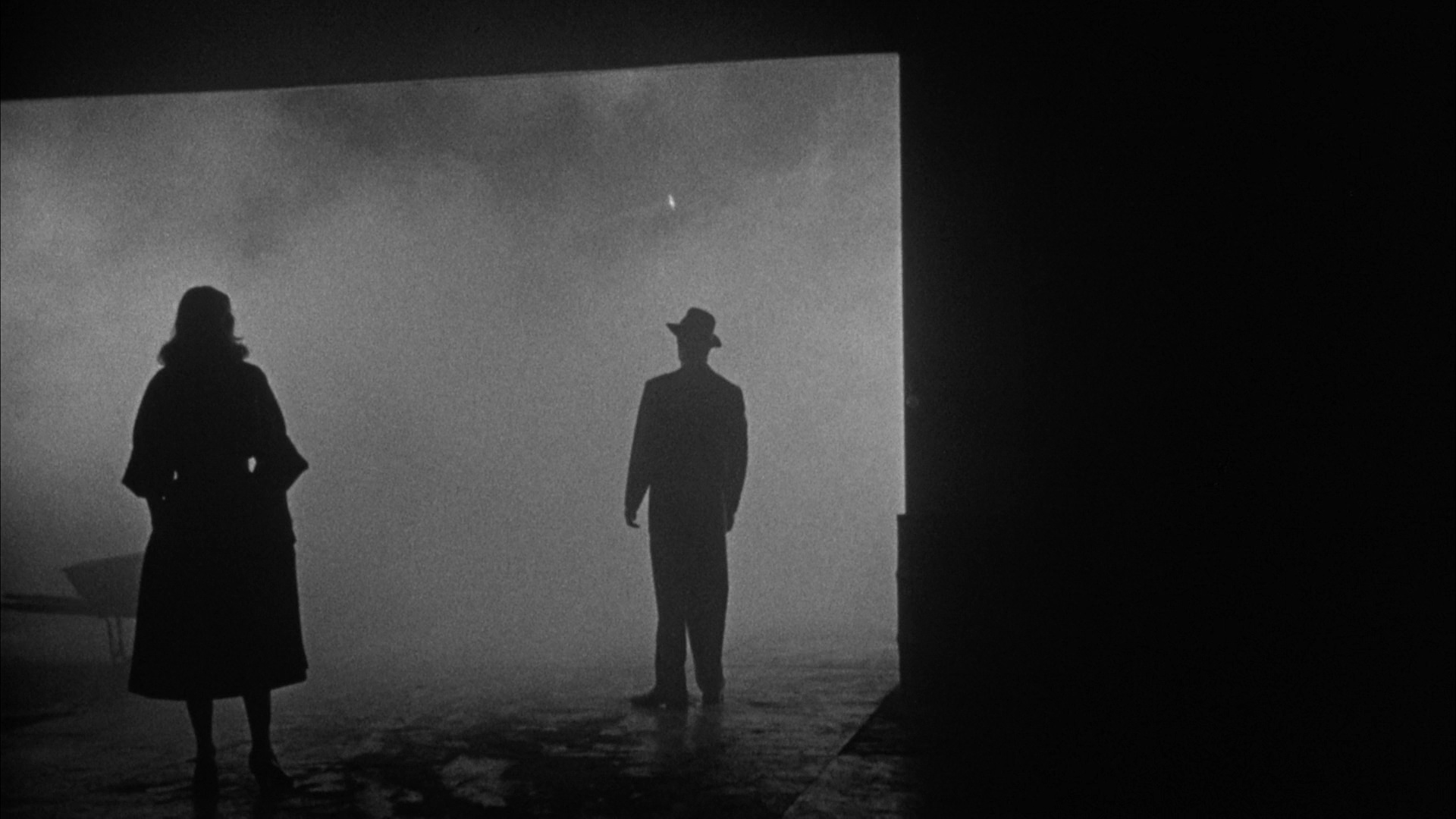
Finałowa scena filmu

Film należy do klasycznych obrazów gatunku noir. Jego ostatnia scena (aresztowanie Browna w hangarze lotniczym) uznawana jest za najbardziej wyrazistą i kultową dla gatunku. Ze względu na grę światła i cieni użytych jako środek artystycznego wyrazu, przyrównywana jest do finałowej sceny legendarnej Casablanki.
Obraz od początku spotkał się z mieszanym przyjęciem krytyków. Chwalono reżyserię i zdjęcia oraz ścieżkę dźwiękową, lecz zarazem „Variety” i „The New York Times” krytykowały zawiłą i mało wiarygodną fabułę.
Po latach recenzje filmu są w większości pozytywne. Amerykański filmoznawca Alan K. Rode uważa Wielki kartel za coś więcej niż zwykły film gangsterski, uznając go za esencję gatunku noir, a ze względu na zdjęcia za prawdziwie mroczną, wizualną ucztę.
Film nosił początkowo tytuł The Hoodlum na podstawie scenariusza Philipa Yordana. Pierwotnie miał być wyreżyserowany przez argentyńskiego filmowca Hugo Fregonesa. Producentem miał zostać Milton Sperlin, który próbował obsadzić Spencera Tracy w roli głównej.